# Siobhán Nic Cionnaith
Siobhán Nic Cionnaith [ˈʃʊwaːn̪ˠ nʲɪc kʲanə], anglicisé Siobhan McKenna [ ʃəˈvɔːn məˈkɛnə], est une actrice du théâtre et du cinéma irlandaise. Elle est née à Belfast le 24 mai 1922 et est morte à Dublin le 16 novembre 1986. Elle a grandi dans le Galway et le Monaghan en parlant irlandais. Elle a joué sur Broadway et a gagné un Prix Tony. Elle joue également dans Le Docteur Jivago.
En 1956, elle épouse l'acteur irlandais Denis O'Dea (né en 1905), dont elle devient veuve en 1978.

## Filmographie partielle
- 1949 : The Lost People de Bernard Knowles et Muriel Box
- 1965 : Le Docteur Jivago de David Lean